# Katedrála Nejsvětější Trojice (Sibiu)

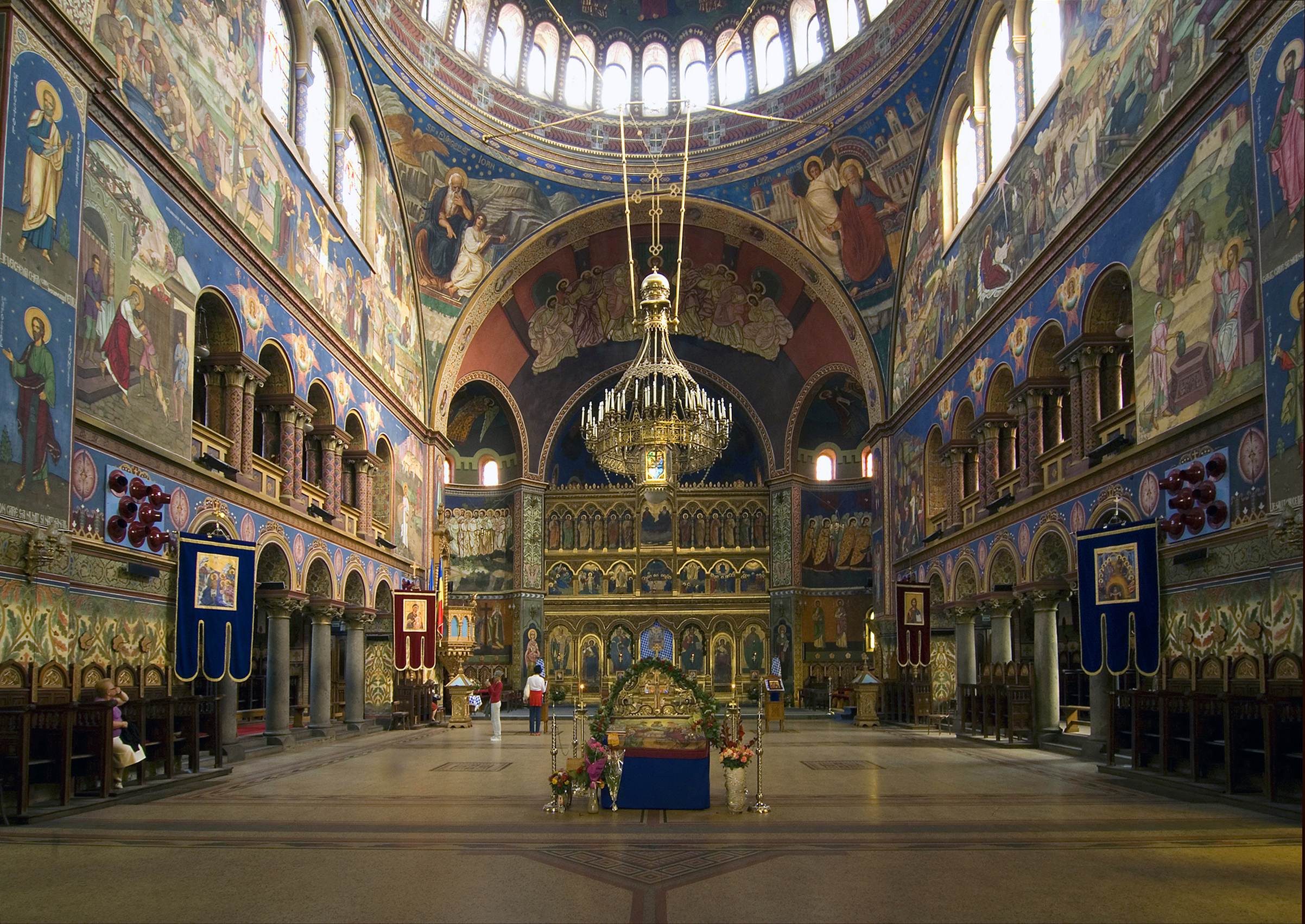
Interiér katedrály

Katedrála Nejsvětější Trojice (rumunsky Hram Sfânta Treime) v rumunském městě Sibiu je katedrálním chrámem Rumunské pravoslavné církve.

## Dějiny
Sibiu patřilo k rumunským městům v Sedmihradsku, kde žili příslušníci různých náboženských vyznání. Ve městě měli velké chrámy příslušníci římských a řeckých katolíků, evangelíků, unitářů a kalvinistů. Pravoslavným věřícím rumunské národnosti chyběl důstojný duchovní stánek. V roce 1857 se začala sbírka na vybudování pravoslavné katedrály. Přispěl na ni samotný rakouský císař František Josef I. se 1000 zlatými i guvernér Sedmihradska.
Základní kámen katedrály byl položen dne 18. srpna 1902 během působení metropolity Ioana Metianu. Stavební práce trvaly do roku 1904. Katedrála stojí na místě staršího řeckého chrámu z roku 1778. Chrám byl vysvěcen v roce 1906.

## Architektura
Katedrála je vybudována v tradičním byzantském slohu a kopíruje matku pravoslavných chrámů – chrám Hagia Sofia z Konstantinopole. Najdeme zde však i prvky tradičního rumunského stylu a prvky barokní architektury. Exteriér je vybudován z červené a žluté cihly. Chrám je dlouhý 53,10 metrů a nejvyšší věž dosahuje výšky 43 metrů.
Ikonostas pochází z dílny v Bukurešti; malbu Krista Pantokratora vytvořil umělec Octavian Smilgeschi z nedaleké obce Ludos.